# La sveglietta/La barchetta dell'ammuri
La sveglietta/La barchetta dell'ammuri è il quarto singolo del cantante italiano Domenico Modugno, pubblicato nel 1954.

## Descrizione
Il singolo contiene i due brani La sveglietta, sul lato A, e La barchetta dell'ammuri, sul lato B. La sveglietta è un'allegra tarantella di una persona che ha comprato una sveglietta per 10.000 lire, ma non lo fa mai dormire perché suona molto presto, e che addirittura gli vuole bene, e che non può mai lasciare. La canzone fu re-incisa da Modugno in svariate occasioni, di cui due con il passaggio alla Fonit Cetra, una versione da solo con la chitarra ed una accompagnato dal gruppo.
La barchetta dell'ammuri è interpretata dall'autore insieme alla futura moglie Franca Gandolfi; fu anche cantata da Modugno durante la trasmissione radiofonica Amuri...amuri... (trasmesso dal secondo canale radiofonico alle 22, in cui eseguiva una canzone in ogni puntata, proponendo brani che inciderà in seguito) e, pur non essendo mai stata reincisa dal cantante è uno dei brani ai quali era più legato, come ebbe modo di dichiarare («Ricordo una canzoncina, incisa anche su disco e cantata in coppia con Franca. Si chiamava La barchetta dell'amore, semplicissima ma carina: a volte le cose improvvisate sono le migliori. Allora ne potevo comporre anche dieci al giorno. Nel 2005 la canzone è stata stampata in CD, nella raccolta Domenico Modugno - Serie Platinum De Luxe, edita dalla Butterfly.
Anche questo singolo all'epoca ebbe un riscontro commerciale basso, quindi la versione originale di questo vinile è molto rara. Sempre nel 1954 queste due canzoni furono pubblicate insieme a quelle del 45 giri precedente La donna riccia/Lu pisce spada nell'EP A72V 0036.

## Tracce
Lato A
1. La sveglietta (testo: Domenico Modugno – musica: Franco Nebbia)

Lato B
1. La barchetta dell'ammuri (Domenico Modugno)

## Cover
La sveglietta ha avuto molte reinterpretazioni:
- Renato Carosone ne ha realizzata una propria versione con le tipiche vocine accelerate.
- Nel 1965 Topo Gigio ne incide una sua personale versione per l'album Le più belle canzoni.